# Albert Seay
Albert Seay (* 6. November 1916 in Louisville; † 7. Januar 1984 in Colorado Springs) war ein US-amerikanischer Musikwissenschaftler, der sich auf die Musik des Mittelalters und der Renaissance spezialisierte.

## Leben und Werk
Albert Seay studierte am Murray State Teachers College in Murray (Kentucky). Er schloss diese Studien 1937 mit dem B.A. und dem B.M. ab. Anschließend studierte er an der Louisiana State University in Baton Rouge und erwarb sich einen M.M. 1939 und der Yale University in New Haven. Hier schrieb er 1954 seine Dissertation über The Declaratio musicae disciplinae of Ugolino of Orvieto, gedruckt als Ugolino of Orvieto. Declaratio musicae disciplinae, drei Bände (= CSM VII, Rom 1959–1962) bei Leo Schrade, womit er zum Ph.D. promovierte.
Von 1953 bis zu seiner Emeritierung 1982 wirkte er am Colorado College zunächst als Assistant Professor, später Professor und Chairman des Department of Music. Er schrieb neben Aufsätzen u. a. für JAMS, RBM, Rev. de musicol., The Consort, MD und Ann. Mus., Music in Medieval World (= Prentice-Hall History of Music Series o. Nr, Englewood Cliffs/N.J. 1965).